# Червонец (Русское царство)
Червонец — монета Русского царства, отчеканенная из золота.

## История
Червонцы были в Русском царстве во времена правления Петра I — в дальнейшем первого императора Российской империи. Данные монеты чеканились из коробчатого золота 969 пробы, их диаметр составляет от 23,3 до 23,6 мм, а вес равен 3,47 г, чистого золота 3,36 г. Были выпущены в Кадашевском монетном дворе. Гурт является гладким.
На аверсе червонца 1701 года изображён правый профильный портрет Петра I. На голове располагается лавровый венок без ленты. Бюст задрапирован плащом, который скреплён на плече застёжкой. Круговая надпись: «црь петръ алеkѯiевичъ». На реверсе изображён герб Русского царства начала XVIII века — двуглавый орёл, увенчанный тремя коронами. В правой лапе он сжимает скипетр, в левой держит державу. На груди орла расположен щит с гербом Москвы. Внизу, под чертой, указана дата славянскими буквами: «҂аѱа». Круговая надпись: «всеа рωссіи самодержецъ».
Характеристики червонца Петра I с последующими годами менялись: у червонца 1703 года проба коробчатого золота 980, диаметр составляет от 23,6 до 23,8 мм; у 1711 года проба коробчатого золота 969, диаметр составляет от 21,9 до 22,2 мм; 1712 года проба коробчатого золота 980, диаметр составляет от 21,6 до 22,3 мм, а вес равен 3,47 г, чистого золота 3,40 г. Отныне стали выпускаться в Красном монетном дворе.
Детали червонца Петра I также менялись:
- На аверсе червонца 1703 года изображён правый профильный портрет императора в рыцарских доспехах, на голове которого расположен лавровый венок, cкреплённый лентами. Круговая надпись: «црь петръ алеkliеви͡ч». На реверсе изображён двуглавый орёл, увенчанный тремя коронами. Внизу, по чертой, дата славянскими буквами: «҂а¼г». Круговая надпись:  «повелите͡л всеросік» [1][2][5][6].
- На аверсе червонца 1711 года изображён правый профильный портрет Петра I в лавровом венке, в латах и мантии. Круговая надпись: «ЦРh ПЕТРh АЛЕѮIЕВИЧh». На реверсе на груди орла расположен правый щит со святым Георгием Победоносцем на коне, который поражает дракона. У орла в клювах и лапах расположены четыре карты, символизирующие господство Российской империи над четырьмя морями — Балтийском, Белым, Каспийским и Азовским. Круговая надпись: «В С Е Р О С И С К И I С А М О Д Е Р Ж Е Ц Ъ 17 11»[1][2][6][7][8].
- На аверсе червонца 1716 года изображён правый профильный портрет Петра I в латах и плаще без пряжки, на голове которого расположен венок. Круговая надпись: «PETRVS ALEXII∙I∙D∙G∙RVSS: (ПЕТР АЛЕКСЕЕВИЧ I БОЖЬЕЙ МИЛОСТЬЮ РОССИИ)». На реверсе изображён двуглавый орёл под тремя коронами. На груди орла расположен щит с гербом Москвы. В правой лапе он сжимает скипетр, в левой держит державу. Круговая надпись: «IMPM∙DVX∙MOSCOVIÆ 1716∙(ПОВЕЛИТЕЛЬ, ВЕЛИКИЙ КНЯЗЬ МОСКОВСКИЙ)»[1][2][3][11].

Помимо 1701 года, данная монета чеканилась в других годах. Также у червонца Петра I существуют разновидности и новоделы — монеты, чеканка которых была произведена по прототипу настоящей монеты подлинными или изготовленными штемпелями на монетном дворе, как правило, позже настоящих монет.
| Разновидности червонца Петра I | Разновидности червонца Петра I | Разновидности червонца Петра I               | Разновидности червонца Петра I | Разновидности червонца Петра I               | Разновидности червонца Петра I |
| Год                            | Номер по каталогу Биткина      | Ориентировочная редкость по каталогу Биткина | Разновидность                  | Описание разновидности                       | Тираж                          |
| ------------------------------ | ------------------------------ | -------------------------------------------- | ------------------------------ | -------------------------------------------- | ------------------------------ |
| 1701                           | #3                             | Un                                           | 1А                             | Венок с лентой                               | 9735                           |
| 1701                           | #4                             | R3                                           | 2Б                             | Венок без ленты                              | 9735                           |
| 1702                           | #5                             | Un                                           | —                              | Штемпель 1701 года                           | —                              |
| 1703                           | #6                             | R3                                           | 1А                             | Венок с лентой                               | —                              |
| 1703                           | #7                             | Un                                           | 2Б                             | Венок без ленты                              | —                              |
| 1706                           | #8                             | Un                                           | —                              | —                                            | 1418                           |
| 1706                           | #H9                            | Un                                           | —                              | —                                            | —                              |
| 1706                           | #H10                           | R2                                           | —                              | —                                            | —                              |
| 1706                           | #H11                           | R4                                           | —                              | —                                            | —                              |
| 1707                           | #12                            | R4                                           | —                              | —                                            | 565                            |
| 1710                           | #13                            | R3                                           | 1А                             | «G» в рукаве, большая голова                 | —                              |
| 1710                           | #14                            | R3                                           | 2Б                             | С годом                                      | —                              |
| 1710                           | #15                            | Un                                           | 2В                             | Без года                                     | —                              |
| 1711                           | #16                            | R3                                           | —                              | —                                            | —                              |
| 1712                           | #24                            | R2                                           | 1А                             | Год под орлом                                | 4732                           |
| 1712                           | #25                            | R2                                           | 1Б                             | Год слева от орла                            | 4732                           |
| 1712                           | #26                            | R2                                           | 1В                             | —                                            | 4732                           |
| 1712                           | #27                            | R2                                           | 2Г                             | Голова не разделяет круговую надпись         | 4732                           |
| 1712                           | #28                            | R2                                           | 3Д                             | Голова большая, «G» в рукаве                 | 4732                           |
| 1712                           | #29                            | R2                                           | 3Е                             | Голова большая, «G» в рукаве                 | 4732                           |
| 1712                           | #30                            | R2                                           | 4Ж                             | Вышивка на плаще, «DL» под хвостом           | 4732                           |
| 1712                           | #31                            | R2                                           | 4З                             | Вышивка на плаще, «DL» по сторонам хвоста    | 4732                           |
| 1712                           | #32                            | R2                                           | 5И                             | Большая голова, щит маленький                | 4732                           |
| 1712                           | #33                            | R2                                           | 5К                             | Большая голова, щит средний                  | 4732                           |
| 1712                           | #34                            | R2                                           | 5Л                             | Большая голова, щит большой                  | 4732                           |
| 1712                           | #35                            | R2                                           | 6М                             | Малая голова                                 | 4732                           |
| 1712                           | #36                            | R2                                           | 7Б                             | Голова не разделяет круговую надпись         | 4732                           |
| 1713                           | #37                            | R2                                           | 1А                             | Без пряжки на плаще                          | 8766                           |
| 1713                           | #38                            | R3                                           | 2Б                             | С инициалом гравёра «G», год перегравирован  | 8766                           |
| 1713                           | #39                            | R2                                           | 3Б                             | Малая голова, год перегравирован             | 8766                           |
| 1713                           | #40                            | R2                                           | 4В                             | Без заклёпок на груди, год перегравирован    | 8766                           |
| 1713                           | #41                            | R2                                           | 5В                             | Заклёпки на груди, год перегравирован        | 8766                           |
| 1713                           | #42                            | R2                                           | 6В                             | Арабески на груди, год перегравирован        | 8766                           |
| 1713                           | #43                            | R2                                           | 7Г                             | Без арабесок на груди, год не перегравирован | 8766                           |
| 1713                           | #44                            | R2                                           | 8Г                             | Без заклёпок на груди, год не перегравирован | 8766                           |
| 1713                           | #45                            | R2                                           | 9Г                             | Точки не разделяют круговую надпись          | 8766                           |
| 1713                           | #46                            | R2                                           | 10А                            | Арабески на груди, корона меньше             | 8766                           |
| 1713                           | #47                            | R2                                           | 10Б                            | Арабески на груди, корона больше             | 8766                           |
| 1714                           | #48                            | R4                                           | 1А                             | Без пряжки на плаще, «З» под портретом       | 8766                           |
| 1714                           | #49                            | R3                                           | 2Б                             | —                                            | 8766                           |
| 1714                           | #50                            | R3                                           | 3Б                             | Точки разделяют круговую надпись             | 8766                           |
| 1714                           | #51                            | R3                                           | 3В                             | Точки разделяют круговую надпись             | 8766                           |
| 1714                           | #52                            | R3                                           | 3Г                             | Точки разделяют круговую надпись             | 8766                           |
| 1716                           | #53                            | R2                                           | 1А                             | Вышивка на плаще                             | —                              |
| 1716                           | #54                            | R2                                           | 1Б                             | Вышивка на плаще                             | —                              |
| 1716                           | #55                            | R2                                           | 2Б                             | —                                            | —                              |
| 1716                           | #56                            | R2                                           | 2В                             | Орёл больше                                  | —                              |
| 1716                           | #57                            | R3                                           | 3А                             | Без заклёпок на рукаве, голова больше        | —                              |
| 1716                           | #58                            | R3                                           | R2                             | Без заклёпок на рукаве, голова меньше        | —                              |
| 1716                           | #59                            | 5Д                                           | R2                             | Вышивка на плаще                             | —                              |
| 1716                           | #60                            | 5Е                                           | R2                             | Вышивка на плаще, голова больше              | —                              |
| 1716                           | #61                            | 6Е                                           | R2                             | Без заклёпок на рукаве, голова больше        | —                              |
| 1716                           | #62                            | R3                                           | 7Ж                             | В меховом плаще с пряжкой                    | —                              |

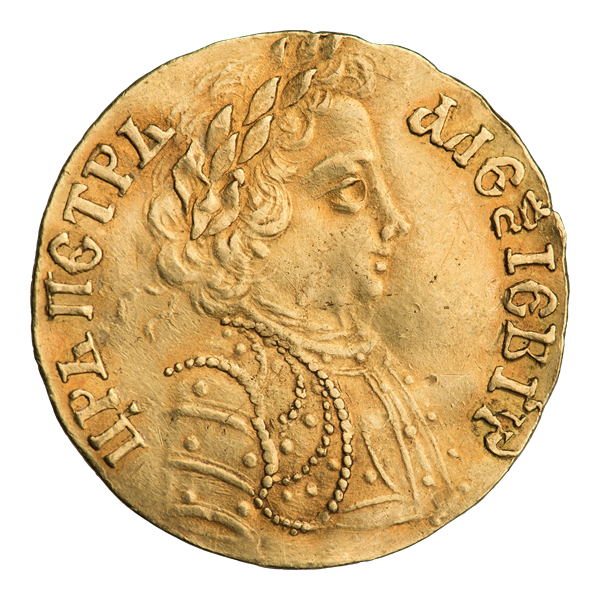
Аверс червонца 1703 года (Биткин #6/R3)
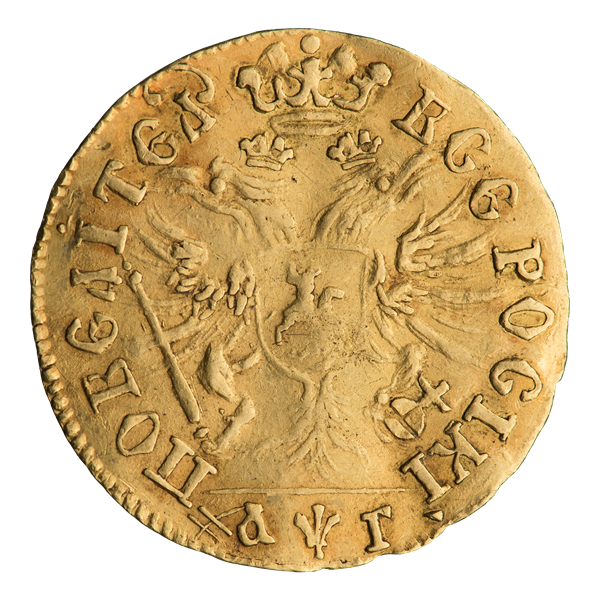
Реверс
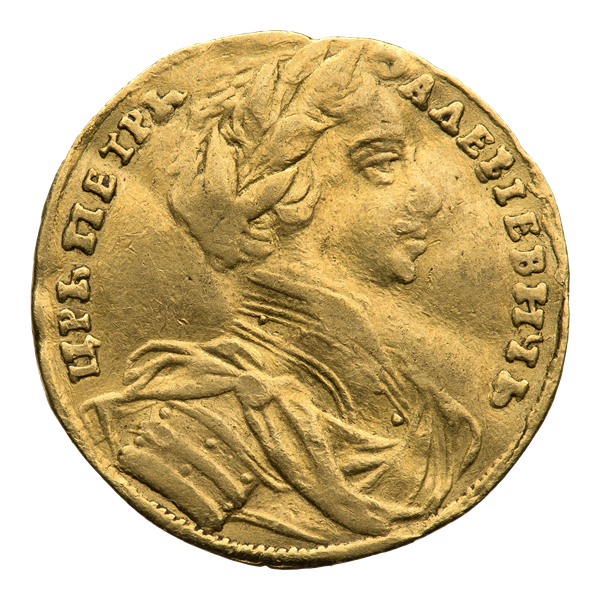
Аверс червонца 1711 года с особым гербом (Биткин #16/R3)
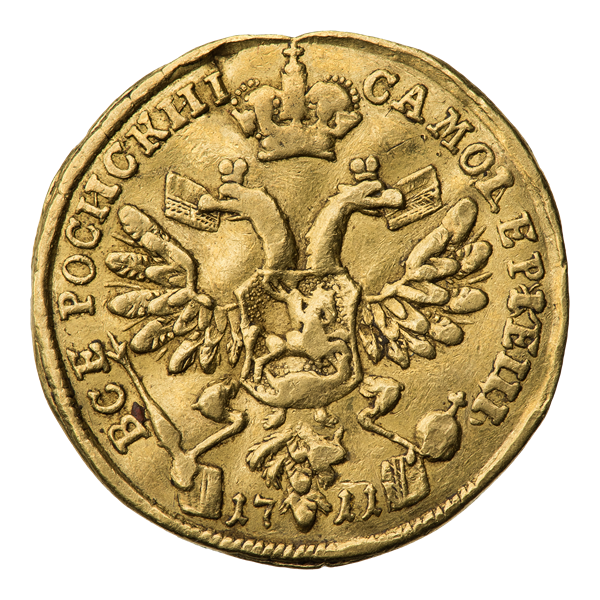
Реверс
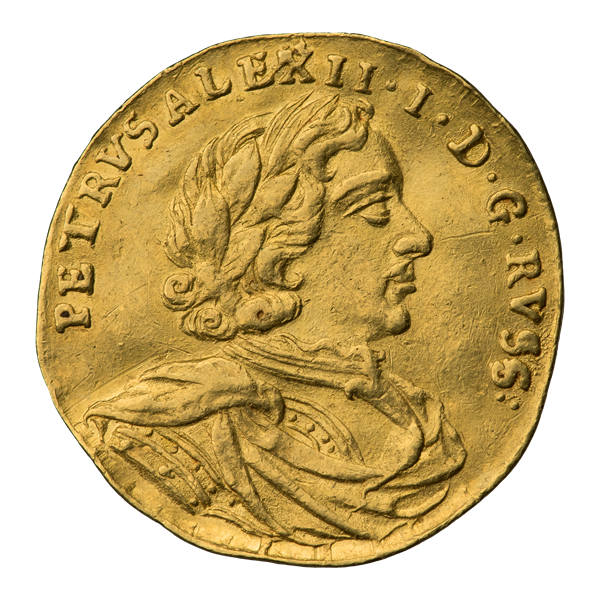
Аверс червонца 1716 года (Биткин #55/R2)
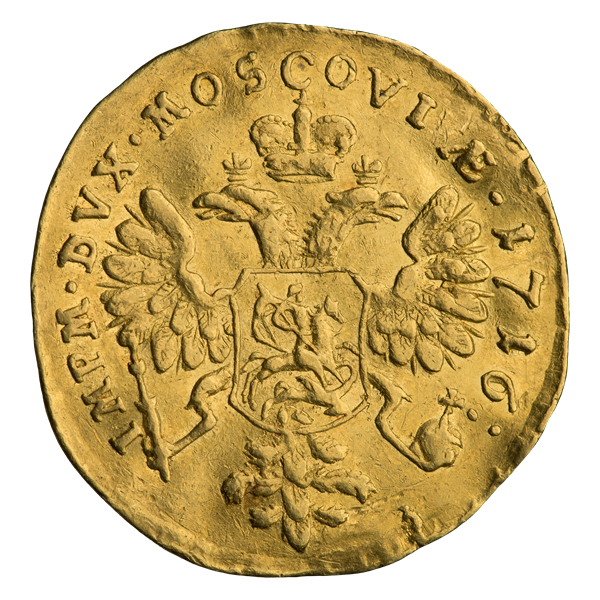
Реверс